# ان‌جی‌سی ۷
ان‌جی‌سی ۷ (به انگلیسی: NGC7) یک کهکشان مارپیچی در صورت فلکی سنگتراش است. این کهکشان در سال ۱۸۳۴ توسط جان هرشل ستاره‌شناس انگلیسی با استفاده از یک تلسکوپ بازتابی ۱۸٫۷ اینچی کشف شد. 

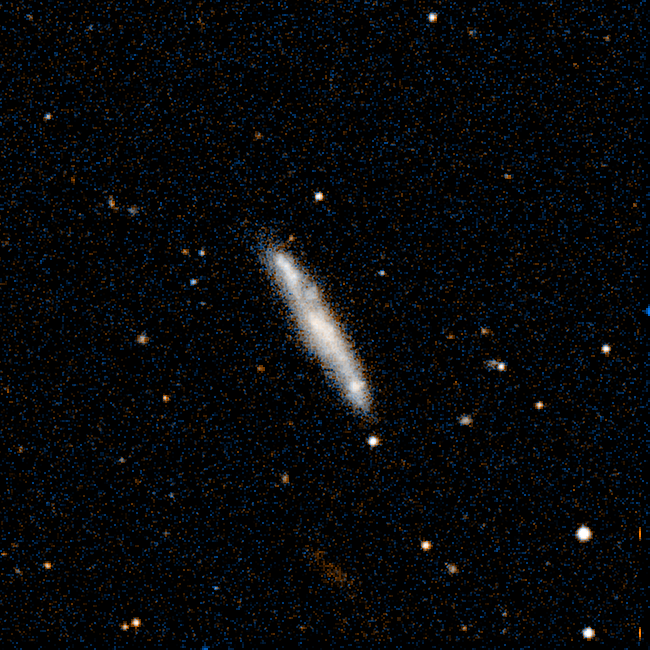
تصویران‌جی‌سی ۷ در نور ماوراء بنفش، توسط گلکس